# Kanton Vézelay
Kanton Vézelay is een voormalig kanton van het Franse departement Yonne. Het kanton maakte deel uit van het arrondissement Avallon. 
Het werd opgeheven bij decreet van 13 februari 2014 met uitwerking op 22 maart 2015. Alle gemeenten werden opgenomen in het dan nieuw gevormde kanton Joux-la-Ville.

## Gemeenten
Het kanton Vézelay omvatte de volgende gemeenten:
- Asnières-sous-Bois
- Asquins
- Blannay
- Brosses
- Chamoux
- Châtel-Censoir
- Domecy-sur-Cure
- Foissy-lès-Vézelay
- Fontenay-près-Vézelay
- Givry
- Lichères-sur-Yonne
- Montillot
- Pierre-Perthuis
- Saint-Moré
- Saint-Père
- Tharoiseau
- Vézelay (hoofdplaats)
- Voutenay-sur-Cure